# László Teleki (homme politique, 1959)
Ne doit pas être confondu avec László Teleki.
Dans le nom hongrois Teleki László, le nom de famille précède le prénom, mais cet article utilise l’ordre habituel en français László Teleki, où le prénom précède le nom.
 (novembre 2017).
Si vous disposez d'ouvrages ou d'articles de référence ou si vous connaissez des sites web de qualité traitant du thème abordé ici, merci de compléter l'article en donnant les références utiles à sa vérifiabilité et en les liant à la section « Notes et références ».
László Teleki, né le 1er août 1959 à Nagykanizsa, est une personnalité politique hongroise, député à l'Assemblée hongroise, membre du groupe MSzP.